# Disc de Secchi

Un disc de Secchi.

Diferents tipus de discs Secchi.

Un disc Secchi o disc de Secchi és un instrument de mesura de la penetració lluminosa i, per tant, de la terbolesa, en masses d'aigua com rius, llacs i mars.
Les seves característiques són les següents:
- Mesura entre 30 i 300 centímetres de diàmetre.
- Par a millorar el contrast, està dividit en quatre quarts que es pinten en blanc i negre alternativament.

La forma d'usar-lo és la següent:
1. Les mesures es faran sempre des de la superfície de la massa d'aigua i mai des de ponts, preses, etc.
2. A sotavent i al costat de l'ombra s'introdueix el disc de Secchi lligat a una corda graduada.
3. S'anota la profunditat en què es troba el disc en el moment que es perd de vista.
4. Els passos 2 i 3 se repeteixen almenys 3 vegades, i s'anoten els tres mesuraments, dels quals és possible obtenir una mitjana amb la que treballar en els posteriors anàlisis.

Això proporciona una estimació de la penetració lluminosa a l'aigua. A partir d'aquesta variable es poden conèixer altres paràmetres, com la profunditat de compensació (aproximadament 2,5 vegades la profunditat de visió del disc de Secchi), la terbolesa de l'aigua, la zona fòtica o l'extinció lluminosa. El disc de Secchi s'usa conjuntament amb l'escala de Forel-Ule.

## Història
George C. Whipple va modificar l'original disc de Secchi que era tot blanc a "…un disc d'aproximadament 8 polzades de diàmetre, dividit en quadrants pintats alternativament amb blanc i negre, com l'objectiu d'un nivell de vareta…" La versió blanc i negre del disc de Secchi és el dics estàndard que s'usa actualment en les investigacions de la limnologia i en els estudis de la qualitat de l'aigua marina.